# Fred Flintstone and Friends
Fred Flintstone and Friends foi um programa americano semanal de 30 minutos produzido pela Hanna-Barbera, exibido a partir de 12 de setembro de 1977 até meados da década de 1980, num total de 95 episódios de 30 minutos cada. A Columbia Pictures Television participou da produção.
O programa seguia o modelo dos anteriores da Hanna-Barbera que exibiam desenhos animados aos sábados de manhã. Havia os seguintes segmentos:
- Goober and The Ghost Chasers (no Brasil, Goober e os caçadores de fantasmas)
- Jeannie (no Brasil, Jeannie é um gênio)
- Partridge Family 2200 A.D. (renomeado para The Partridge Family in Outer Space, no Brasil Família Dó-Ré-Mi 2200)
- Yogi's Gang (no Brasil, A Turma do Zé Colmeia)

Fred Flintstone apresentava os diferentes desenhos com histórias em partes que duravam 10 minutos. Fred aparecia também em episódios de The Flintstone Comedy Hour e The Pebbles and Bamm-Bamm Show (Bam Bam & Pedrita Show, no Brasil), séries anteriores e que foram reexibidas no programa.
Jeannie e Partridge Family 2200 A.D. eram personagens de propriedade da Columbia Pictures Television, enquanto os demais eram da própria Hanna-Barbara.
Nos Estados Unidos, o dublador Henry Corden estreou como a voz de Fred, após Alan Reed ter falecido em junho de 1977. Corden continuaria a dublar Fred em outras séries e comerciais até morrer em 2005.

## Créditos da Produção
- Produtores Executivos: William Hanna e Joseph Barbera
- Produtor: Iwao Takamoto
- Diretor: Charles A. Nichols
- Música: Hoyt Curtin